# Gergithoides carinatifrons
Gergithoides carinatifrons är en insektsart som beskrevs av Heinrich Christian Friedrich Schumacher 1915. Gergithoides carinatifrons ingår i släktet Gergithoides och familjen sköldstritar. Inga underarter finns listade i Catalogue of Life.